# Керель
Кере́ль (фр. Querelle) — франко-німецька драма режисера Райнера Вернера Фассбіндера за романом «Керель з Бресту» Жана Жене.

## Сюжет
Корабель, на якому служить матрос Керель (Бред Девіс), зупиняється у місті Брест, що у західній частині Франції. Там знаходиться бордель «Феєрія», навколо якого сконцентровано життя злочинців та поліцейських, а також робітників та моряків. Туди й відправляється головний герой з метою продати крупну партію наркотиків. У борделі запроваджено незвичайне правило: кожен, хто бажає провести ніч з його власницею Лізіанною (Жанна Моро), повинен зіграти в кості з її чоловіком Норбером (Ноно) (Гюнтер Кауфман) та обов'язково виграти у нього, бо у випадку програшу клієнт має вступити у статевий зв'язок з самим Ноно. Керель, маючи гомосексуальну орієнтацію, навмисно програє господареві борделю. Під час відвідування закладу Керель дізнається, що його брат Роберт (Ханно Пешл) — коханець Лізіанни. В ході сюжету Керель вбиває свого спільника Віка, перерізавши йому сонну артерію, та зустрічається з робітником-каменярем Жильбером Тюрко (Жилем), який схожим чином вбив свого колегу Тео. В результаті Жиль був звинувачений в обох злочинах та затриманий брестською поліцією через зраду Кереля (причинами звинувачення робітника слугували як подібний характер вбивства, так і той факт, що матрос загубив на місці злочину запальничку, яку перед цим вкрав у Жиля). Фільм є екранізацією однойменного роману Жана Жене.

## У ролях
- Бред Девіс — Керель
- Франко Неро — лейтенант Себлон
- Жанна Моро — Лізіана
- Лоран Мале — Роже Батай
- Ханно Пешл — Робер (також у фільмі виконує роль Жиля)
- Гюнтер Кауфман — Ноно
- Буркхард Дріст — Маріо
- Роджер Фріц — Марселін
- Дітер Шидор — Вік Ріветта
- Натія Брункхорст — Полетта
- Вернер Асама — робітник
- Ізольді Барт — Медхен
- Аксель Бауер — робітник
- Ніл Белл — Тео

## Саундтреки
- Each Man Kills The Thing He Loves (03:30) (музика — Пеер Рабен, слова — Оскар Вайльд, виконує Жанна Моро)
- The Tears Of The Lady (02:16)
- Men At Peace (03:15)
- Men Are At Peace (03:15) (музика — Пеер Рабен, слова — Оскар Вайльд, виконує Жанна Моро)
- Sailor's Accordion (02:12)
- The Cross-Road (01:30)
- A Ship For The Bandits (03:25)
- The Self-Extradition (03:28)
- Young And Joyful Bandit (02:31) (музика — Пеер Рабен, слова — Жанна Моро, виконує Гюнтер Кауфман)
- With A Bitter Look (06:18)
- The Ship And The Seaman (02:38)